# Hannah Külling
Hannah Külling (* 26. Juni 1965 in Biel, Schweiz) ist eine Schweizer bildende Künstlerin, Performerin und Szenografin. Sie arbeitet auch unter dem Pseudonym Hannah Goll.

## Leben
Nach einem Praktikum 1985 als Modellbauerin am Stadttheater Basel studierte sie von 1986 bis 1991 bei Erich Wonder in Wien an der Akademie der bildenden Künste Bühnenbild (MA). Noch während des Studiums assistierte sie in Berlin bei Mathias Fischer-Dieskau am Grips-Theater und in der freien Theaterszene. Nach dem Studium kehrte sie zurück nach Biel, wo sie seither lebt und arbeitet. Für ihre künstlerische Arbeit und ihr kulturelles Engagement wurde sie 2002 mit dem Kulturpreis der Stadt Biel ausgezeichnet.

## Arbeitsweise
Hannah Külling arbeitet autobiografisch, installativ und performativ, seit 1985 realisiert sie Werke im Außen- und Innenraum. In ihrer künstlerischen Arbeit setzt sie ihre eigenen Erlebnisse in Beziehung zu historischen, politischen und gesellschaftlichen Ereignissen der Gegenwart und behandelt Themen, die über die persönlichen Erlebnisse und Gedankenwelt hinausgeht, diese berühren universelle Erfahrungen, wie die Beziehung zum Vater, den Feminismus oder die sexuelle Befreiung. Bei Werken wie Erotic club demnächst (1999) oder Im öffentlichen Interesse (1998) benutzt sie den öffentlichen Raum als Bühne, auf der ein Spannungsfeld zwischen Realität und Fiktion entsteht. Seit 2002 entstehen Werke die der Appropriation Art zugewiesen werden können, in Die Braut entblößt den Junggesellen und betrachtet seine Form, sogar (2005), nimmt sie Bezug auf Das Grosse Glas von Marcel Duchamp, wofür sie 2005 den mit CHF 30’000.- dotierten Hauptpreis des Aeschlimann-Corti Stipendiums erhielt. In Ophélia (2007) nimmt sie auf das Werk Ophelia von John Everett Millais und in Koan Vallaton auf das Werk Olympia von Édouard Manet Bezug. An der Vernissage der internationalen Themenausstellung Aurum 2008 im CentrePasquArt, Biel trat sie mit Die Täuschung zum ersten Mal als Performerin in Erscheinung.

## Kunst am Bau
- 1999 Bewertung der x- und y-Achse, Kantonale Lebensmittelkontrolle Bern
- 2008 Ein Ort überAll, Stellwerksockel Bahnhof Pieterlen
- 2010 Nimm 50 Kieselsteine in die Hand, bevor Du handelst, Raiffeisenbank Lyss

## Intervention im öffentlichen Raum
- 1998 Im öffentlichen Interesse, Stadt Biel
- 1999 Erotic Club demnächst, Theater de Poche, Biel
- 2001 Goldnugget, espace libre, Biel
- 2007 Burn out, Lokal-int, Biel

## Performance
- 2008 Die Täuschung, Kunsthaus CentrePasquArt, Biel

## Projekte an nationalen Gruppenausstellungen
- 1996 Körperidentität Irritation, Kunsthaus Glarus
- 1999 Chambresvilles, Konsumbäckerei Solothurn[6]
- 2003 Der Mondopunkt, Künstlerhaus Bethanien, Berlin
- 2007 Art en plein Air, Môtier
- 2008 Nationale Kunstausstellung Kaufdorf[7]

## Projekte an internationalen Gruppenausstellungen
- 2003 In diesen Zeiten, Kunsthaus CentrePasquArt, Biel[8]
- 2006 Die Rückkehr der Physiognomie, Bieler Fototage[9]
- 2008 Aurum, CentrePasquArt, Biel[10]

## Auszeichnungen
- 1993 Förderbeitrag der Jubiläumsstiftung der Schweizerischen Bankgesellschaft
- 1997 Hauptpreis Anderfuhren-Stipendium Biel[11]
- 2002 Kulturpreis der Stadt Biel
- 2005 Hauptpreis Aeschlimann-Corti Stipendium